# Beck – Dödsfällan
Beck – Dödsfällan är svensk TV-film från 2022. Filmen är den första i nionde säsongen baserade på Sjöwall Wahlöös fiktiva polis Martin Beck. Den är regisserad av Niklas Ohlson, med manus skrivet av Peter Arrhenius.
Filmen hade premiär på streamingtjänsten C More den 25 december 2022, och visades på TV4 längre fram.
Gerhard Hoberstorfer spelar Mårten i denna filmen. I den första Beckfilmen, Beck – Lockpojken, 25 år tidigare, spelade han en systemoperatör.

## Handling
Vilhelm Beck är polisaspirant och befinner sig på praktik tillsammans med sin handledare. De svarar på ett larm om ett inbrott och Vilhelm påträffar en död 17-årig pojke på platsen.

## Rollista
- Peter Haber – Martin Beck
- Valter Skarsgård – Vilhelm Beck
- Jennie Silfverhjelm – Alexandra Beijer
- Måns Nathanaelson – Oskar Bergman
- Anna Asp – Jenny Bodén
- Martin Wallström – Josef Eriksson
- Jonas Karlsson – Klas Fredén
- Elmira Arikan – Ayda Çetin
- Rebecka Hemse – Inger Beck
- Ingvar Hirdwall – Grannen
- Maria Sundbom – Trine
- Helmon Solomon – Rebecka Kullgren
- Ellen Fosti – Lina
- Sigrid Johnson – Stella
  - Penny Smitt – Stella som ung
- Cecilia Ljung – Monika
- Giovanni Bucchieri – Hamid
- Erica Braun – Jeanette
- Lars Bringås – Paul
- Oldoz Javidi – Pernilla
- Victor Criado – Kaj
- Gerhard Hoberstorfer – Mårten
- Nicholas Cajiao Eriksson – Samir
- Therese Hörnqvist – Marie
- Emil Algpeus – Anton
- Einar-Hugo Strömberg – Elias
- Robin Stegmar – Dan
- Birthe Wingren – Missing People-person
- Adam Daho – klasskamrat
- Emilia Grönvall – klasskamrat
- Ida Hedlund Stenmarck – klasskamrat
- Niklas Wikegård – sportreporter
- Vilma Sidenvall – Rut
- Anna Hultgren – förhörsledare
- Charlie DecaVita – Esther
- Frida Landbecker – Shurgardanställd